# إميليانو فيغيروا
اميليانو فيغيروا (بالإسبانية: Emiliano Figueroa) (و. 1866 – 1931 م) هو محام، ودبلوماسي، وسياسي من تشيلي ولد في سانتياغو.
تولى منصب رئيس تشيلي (1925-12-23–1927-05-10)، ورئيس تشيلي (1910-09-06–1910-12-23) .

## التعليم
تعلم في جامعة تشيلي.